# 同螳属
同螳属（学名：Omomantis）为螳科的一个属。

## 下属物种
本属包括以下物种：
- 折纹同螳 Omomantis sigma Rehn, 1949
- 虎纹同螳 Omomantis tigrina Giglio-Tos, 1916
- 斑马纹同螳 Omomantis zebrata Charpentier, 1843